# وازک
وازک روستایی است در شهرستان نور (یکی از شهرستان‌های استان مازندران) و در بخش میانبند واقع شده‌است. این روستا از نظر وسعت، بزرگترین روستای وسیع بخش میانبند است.
این روستا در آخرین سر شماری مرکز ملی آمار ایران (در سال ۹۶) دارای ۲۳۳ نفر جمعیت می‌باشد.